# هتل بوهارنایس
هتل بوهارنایس (انگلیسی: Hôtel Beauharnais)یک محل تاریخی و نوعی خانه شهری بزرگ فرانسوی، در منطقه هفتم پاریس است
ساخت این ساختمان در سال ۱۷۱۴ میلادی به پایان رسید. در سال ۱۸۰۳، این سازه توسط اوژن دو بوهارنا (Eugène de Beauharnais) خریداری شد و آن را به سبک امپراتوری بازسازی کرد. این بنا از ۲۵ ژوئیه ۱۹۵۱ به عنوان یک بنای تاریخی رسمی ثبت شده است.

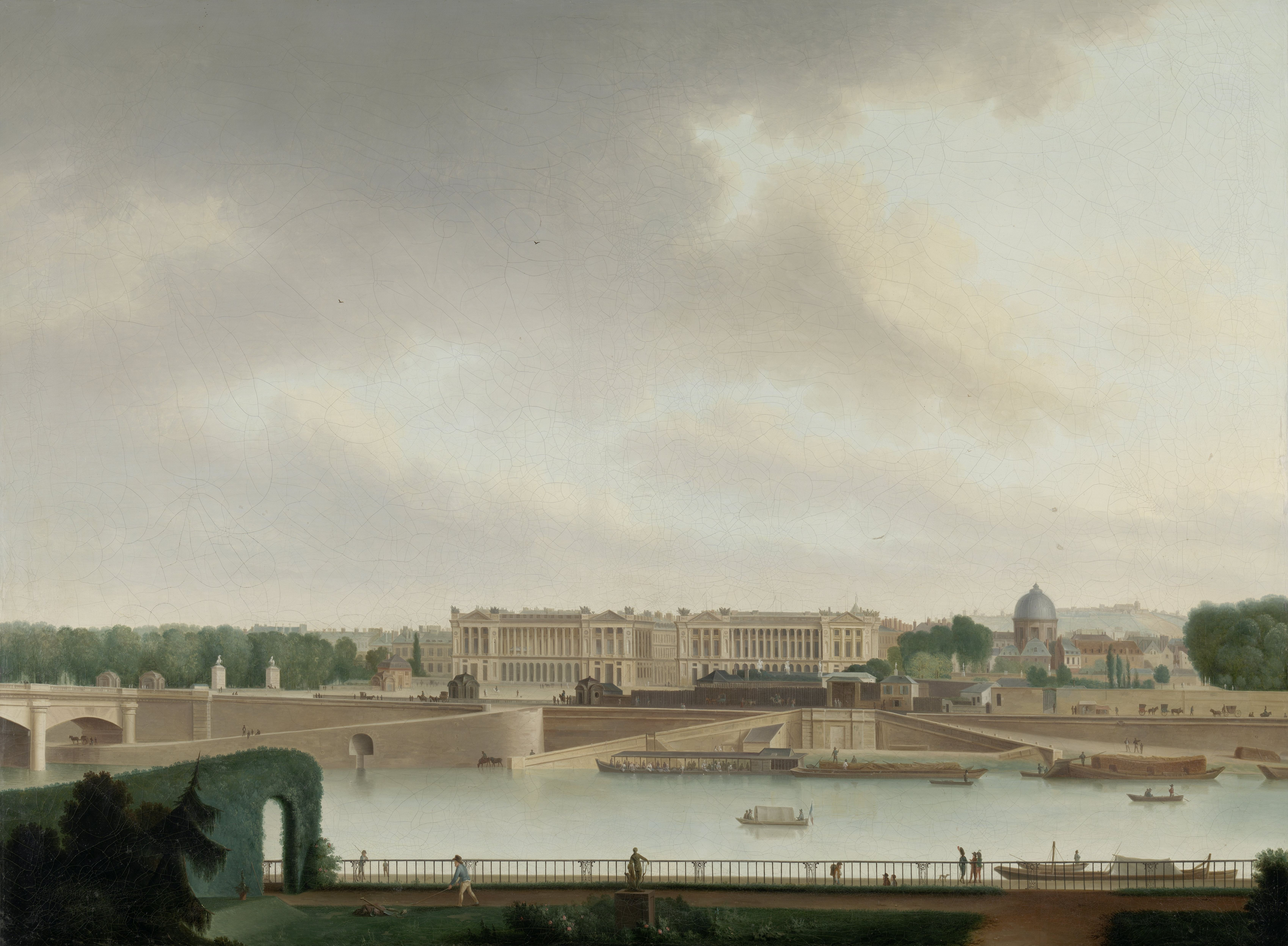
در سال ۱۸۰۱

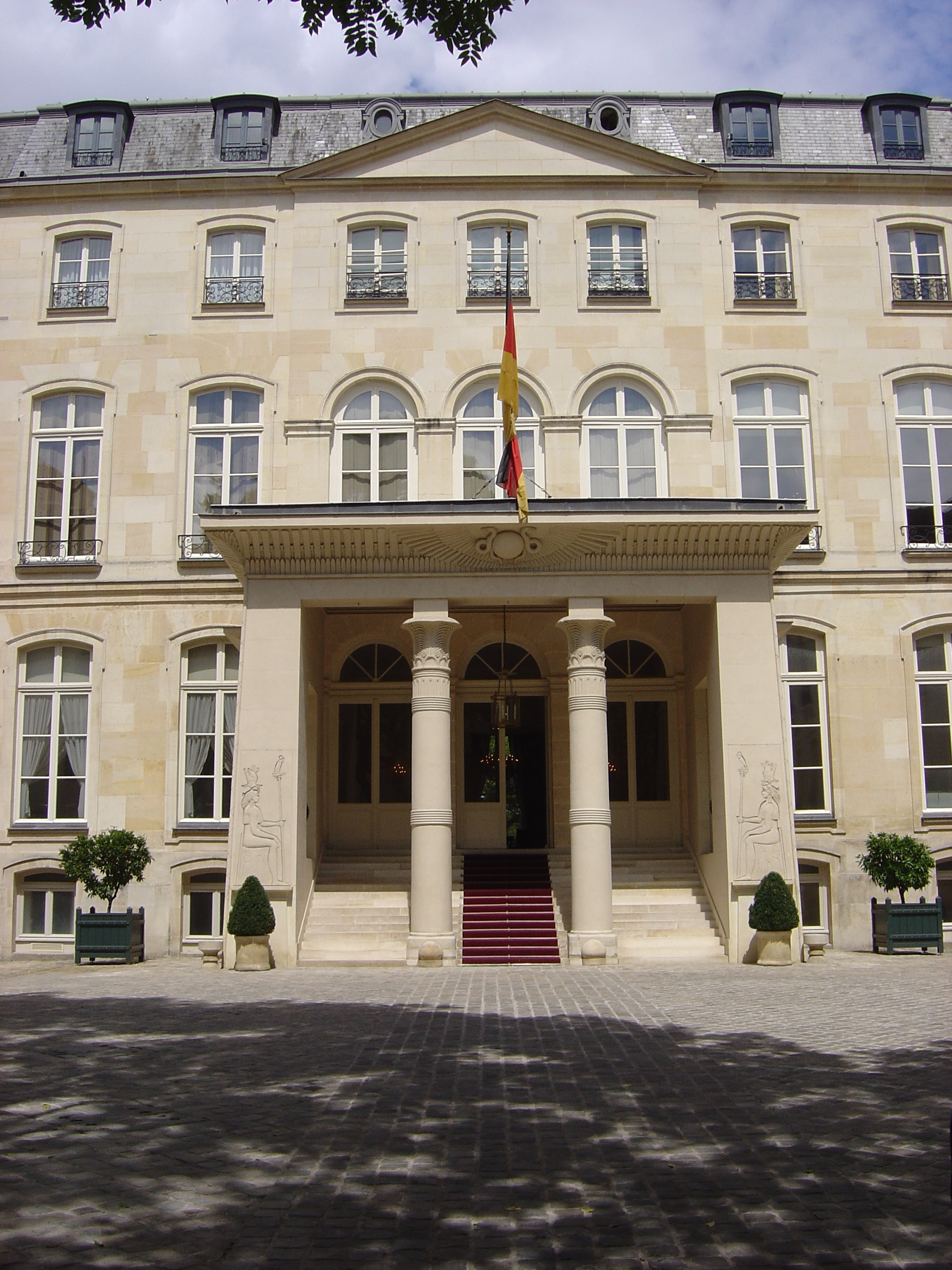
رواق هتل بوهارنایس